# Baczki Fabryczne
Baczki Fabryczne – część miasta Łochowa, w województwie mazowieckim, w powiecie węgrowskim. Leży we wschodniej części miasta, w rejonie ulicy Baczkowskiej; od wschodu sąsiaduje ze wsią Baczki.
Dawniej przmeysłowa część wsi Baczki z fabryką Proma. 1 stycznia 1969 wyłączona z gromady Łochów i włączona do Łochowa, w związku z nadaniem mu statusu miasta.